# Nagroda „Pontifici”
Nagroda „Pontifici” (pol. Budowniczemu mostów) − ustanowiona przez warszawski Klub Inteligencji Katolickiej w 2006 roku z okazji 50-lecia Klubu. Przyznawana raz w roku – 24 października (rocznica powstania Klubu). Przyznawana jest „za zasługi w szerzeniu wartości dobra wspólnego, dialogu i poświęcenia na rzecz bliźnich”.

## Statuetka
Nagroda ma formę statuetki i dyplomu. Statuetka w postaci dwóch twarzy: odrębnych ale połączonych ze sobą na wzór kart księgi. Na rewersie widnieje cytat z księgi Genesis (Nie wiem, czy ja jestem opiekunem mojego brata?) w czterech językach: grece, hebrajskim, łacinie i polskim. Autorką projektu statuetki jest prof. Magdalena Schmidt-Góra.

## Kapituła nagrody
Kapitułę nagrody tworzą członkowie honorowi warszawskiego Klubu Inteligencji Katolickiej. Są to (stan na koniec 2023): Alicja Gronau-Osińska, Paweł Broszkowski, prof. Maria Krzysztof Byrski, prof. Kazimierz Czapliński, amb. Stefan Frankiewicz,  prof. Andrzej Friszke, ks. Andrzej Gałka, red. Cezary Gawryś, Marian Jaroszewski, Elżbieta Jaworska, Zofia Kozłowska, dr Stanisław Latek, Anna i Krzysztof Łoskotowie, Jacek Michałowski, Jacek Moskwa, dr Paweł Rościszewski, Henryk Rutkowski, Jan Turnau, Andrzej Wielowieyski i Krzysztof Ziołkowski.
Zmarli członkowie kapituły: Halina Bortnowska, Stanisław Broniewski, Izabela Broszkowska, bp Bronisław Dembowski, Andrzej Dobrucki, Izabela Dzieduszycka, ks. Tadeusz Fedorowicz, dr Stanisława Grabska, Stanisław „Agaton” Jankowski, prof. Jerzy Kłoczowski, Stanisław Luft, Tadeusz Mazowiecki, Wanda Ossowska, Hanna Iłowiecka-Przeciszewska, Anna Radziwiłłowa, Władysław Rodowicz, Zygmunt Skórzyński, Krystyna Sieroszewska, prof. Stefan Swieżawski, Krzysztof Śliwiński, Andrzej Święcicki, Kordian Tarasiewicz, Zofia Wielowieyska, Stefan Wilkanowicz, Stanisław Wołłosiecki, Jacek Woźniakowski, Henryk Wujec, Alina Zan.

## Laureaci
Tytuł Pontifexa otrzymali:

- 2006: prof. Andrzej Zoll
- 2007: abp Henryk Muszyński
- 2008: Krzysztof Czyżewski
- 2009: Krzysztof Zanussi
- 2010: Danuta Baszkowska
- 2011: s. Rafaela Nałęcz FSK
- 2012: bp Zdzisław Tranda[3][4]
- 2013: Helena Pyz[5]
- 2014: ks. Jan Adam Kaczkowski
- 2015: o. Ludwik Wiśniewski OP[6]
- 2016: ks. Tomáš Halík
- 2017: abp Wojciech Polak[7]
- 2018: prof. Adam Strzembosz[8]
- 2019: Aleksandra Dulkiewicz[9]
- 2020: Adam Bodnar[10]
- 2021: ks. prof. Alfred Wierzbicki[11].
- 2022: Każda osoba pomagająca na granicy polsko-białoruskiej[12]
- 2023: s. Małgorzata Chmielewska[13]
- 2024: ks. Adam Boniecki[14]